# وداك بن ثميل التميمي
وداك بن سنان بن ثميل المازني التميمي شاعر وفارس جاهلي من بني مازن بن مالك بن عمرو من بني تميم وهو من الشُعَراء المقلين قال خير الدين الزركلي: «وداك بن سنان بن ثميل المازني التميمي شاعر من الفرسان».

## أخباره وشعره
قال أبو عبيدة البصري التقت بنو مازن بن مالك بن عمرو بن تميم وبنو شيبان من بكر بن وائل على ماء يُقَال له سفوان، فزعمت بنو شيبان أن الماء لهم، وأرادوا إجلاء بني تميم عنهم، فاقتتلوا قتالاً شديداً، فظهرت عليهم بنو تميم، وطردوهم عن سفوان، وكان بنو شيبان قبل هذا يتوعّدون بني مازن فقال وداك بن ثميل المازني يتوعّدهم ويرد عليهم:
وقال الشرقي بن القطامي: «سفوان ماء بين بلاد بني مازن من تميم وبلاد بني شيبان من بكر بن وائل، والتقت عليه القبيلتان، فتنازعتا فيه، فاقتتلوا قتالا شديدا، فظهرت بنو تميم، وشلّوا بنى شيبان، حتّى وردوا المحدثة».